# 洪山嘴街道
洪山嘴街道是中国湖北省襄阳市老河口市下辖的一个街道。

## 行政区划
洪山嘴街道下辖洪山路居委会、江山居委会、宝石水泥厂居委会、洪星社区、洪山嘴村、太山庙村、苏家河村、袁庄村、付家寨村、杨家湾村、艾家沟村、高楼村、李家寨村、六股泉村、余家湾村、军队河村、庄家沟村、石门村、池岗村、兰家岗村、红树木沟村、牛王庙村、兴隆寺村、尚湾村、瓦城沟村、荆家棚村、黄龙泉村、小黄楝树村、肖湾村、杨化岗村。